# ATP Awards
Gli ATP Awards sono una serie di premi assegnati dall'ATP ai tennisti che si sono particolarmente distinti durante ogni stagione. Nel corso degli anni i premi sono stati estesi anche ad altre categorie attinenti. I premi vengono assegnati a novembre o dicembre, a fine stagione.

## Premi

### Giocatore dell'anno
| Anno | Vincitore         |
| ---- | ----------------- |
| 1975 | Arthur Ashe       |
| 1976 | Björn Borg        |
| 1977 | Björn Borg (2)    |
| 1978 | Björn Borg (3)    |
| 1979 | Björn Borg (4)    |
| 1980 | Björn Borg (5)    |
| 1981 | John McEnroe      |
| 1982 | Jimmy Connors     |
| 1983 | John McEnroe (2)  |
| 1984 | John McEnroe (3)  |
| 1985 | Ivan Lendl        |
| 1986 | Ivan Lendl (2)    |
| 1987 | Ivan Lendl (3)    |
| 1988 | Mats Wilander     |
| 1989 | Boris Becker      |
| 1990 | Stefan Edberg     |
| 1991 | Stefan Edberg (2) |
| 1992 | Jim Courier       |
| 1993 | Pete Sampras      |
| 1994 | Pete Sampras (2)  |

| Anno | Vincitore          |
| ---- | ------------------ |
| 1995 | Pete Sampras (3)   |
| 1996 | Pete Sampras (4)   |
| 1997 | Pete Sampras (5)   |
| 1998 | Pete Sampras (6)   |
| 1999 | Andre Agassi       |
| 2000 | Gustavo Kuerten    |
| 2001 | Lleyton Hewitt     |
| 2002 | Lleyton Hewitt (2) |
| 2003 | Andy Roddick       |
| 2004 | Roger Federer      |
| 2005 | Roger Federer (2)  |
| 2006 | Roger Federer (3)  |
| 2007 | Roger Federer (4)  |
| 2008 | Rafael Nadal       |
| 2009 | Roger Federer (5)  |
| 2010 | Rafael Nadal (2)   |
| 2011 | Novak Đoković      |
| 2012 | Novak Đoković (2)  |
| 2013 | Rafael Nadal (3)   |
| 2014 | Novak Đoković (3)  |

| Anno | Vincitore         |
| ---- | ----------------- |
| 2015 | Novak Đoković (4) |
| 2016 | Andy Murray       |
| 2017 | Rafael Nadal (4)  |
| 2018 | Novak Đoković (5) |
| 2019 | Rafael Nadal (5)  |
| 2020 | Novak Đoković (6) |
| 2021 | Novak Đoković (7) |
| 2022 | Carlos Alcaraz    |
| 2023 | Novak Đoković (8) |
| 2024 | Jannik Sinner     |

### Coppia di doppio dell'anno
| Anno | Vincitori                            |
| ---- | ------------------------------------ |
| 1975 | Brian Gottfried Raúl Ramírez         |
| 1976 | Brian Gottfried (2) Raúl Ramírez (2) |
| 1977 | Bob Hewitt Frew McMillan             |
| 1978 | Bob Hewitt (2) Frew McMillan (2)     |
| 1979 | Peter Fleming John McEnroe           |
| 1980 | Robert Lutz Stan Smith               |
| 1981 | Peter Fleming (2) John McEnroe (2)   |
| 1982 | Sherwood Stewart Ferdi Taygan        |
| 1983 | Peter Fleming (3) John McEnroe (3)   |
| 1984 | Peter Fleming (4) John McEnroe (4)   |
| 1985 | Ken Flach Robert Seguso              |
| 1986 | Hans Gildemeister Andrés Gómez       |
| 1987 | Stefan Edberg Anders Järryd          |
| 1988 | Rick Leach Jim Pugh                  |
| 1989 | Rick Leach (2) Jim Pugh (2)          |
| 1990 | Pieter Aldrich Danie Visser          |
| 1991 | John Fitzgerald Anders Järryd (2)    |
| 1992 | Todd Woodbridge Mark Woodforde       |
| 1993 | Grant Connell Patrick Galbraith      |
| 1994 | Jacco Eltingh Paul Haarhuis          |

| Anno | Vincitore                              |
| ---- | -------------------------------------- |
| 1995 | Todd Woodbridge (2) Mark Woodforde (2) |
| 1996 | Todd Woodbridge (3) Mark Woodforde (3) |
| 1997 | Todd Woodbridge (4) Mark Woodforde (4) |
| 1998 | Jacco Eltingh (2) Paul Haarhuis (2)    |
| 1999 | Leander Paes Mahesh Bhupathi           |
| 2000 | Todd Woodbridge (5) Mark Woodforde (5) |
| 2001 | Jonas Björkman Todd Woodbridge (6)     |
| 2002 | Mark Knowles Daniel Nestor             |
| 2003 | Bob Bryan Mike Bryan                   |
| 2004 | Mark Knowles (2) Daniel Nestor (2)     |
| 2005 | Bob Bryan (2) Mike Bryan (2)           |
| 2006 | Bob Bryan (3) Mike Bryan (3)           |
| 2007 | Bob Bryan (4) Mike Bryan (4)           |
| 2008 | Nenad Zimonjić Daniel Nestor (3)       |
| 2009 | Bob Bryan (5) Mike Bryan (5)           |
| 2010 | Bob Bryan (6) Mike Bryan (6)           |
| 2011 | Bob Bryan (7) Mike Bryan (7)           |
| 2012 | Bob Bryan (8) Mike Bryan (8)           |
| 2013 | Bob Bryan (9) Mike Bryan (9)           |
| 2014 | Bob Bryan (10) Mike Bryan (10)         |

| Anno | Vincitore                         |
| ---- | --------------------------------- |
| 2015 | Jean-Julien Rojer Horia Tecău     |
| 2016 | Jamie Murray Bruno Soares         |
| 2017 | Łukasz Kubot Marcelo Melo         |
| 2018 | Oliver Marach Mate Pavić          |
| 2019 | Juan Sebastián Cabal Robert Farah |
| 2020 | Mate Pavić (2) Bruno Soares (2)   |
| 2021 | Nikola Mektić Mate Pavic (3)      |
| 2022 | Wesley Koolhof Neal Skupski       |
| 2023 | Ivan Dodig Austin Krajicek        |
| 2024 | Marcelo Arévalo Mate Pavic (4)    |

### Allenatore dell'anno
| Anno | Allenatore                    | Giocatore allenato | Altri nominati               | Giocatori allenati           |
| ---- | ----------------------------- | ------------------ | ---------------------------- | ---------------------------- |
| 2016 | Magnus Norman                 | Stan Wawrinka      | Günter Bresnik               | Dominic Thiem                |
| 2016 | Magnus Norman                 | Stan Wawrinka      | Ivan Lendl                   | Andy Murray                  |
| 2016 | Magnus Norman                 | Stan Wawrinka      | Emmanuel Planque             | Lucas Pouille                |
| 2016 | Magnus Norman                 | Stan Wawrinka      | Mikael Tillström             | Gaël Monfils                 |
| 2017 | Neville Godwin                | Kevin Anderson     | Martin Laurendeau            | Denis Shapovalov             |
| 2017 | Neville Godwin                | Kevin Anderson     | Ivan Ljubičić                | Roger Federer                |
| 2017 | Neville Godwin                | Kevin Anderson     | Carlos Moyá Toni Nadal       | Rafael Nadal                 |
| 2017 | Neville Godwin                | Kevin Anderson     | Aleksandr Michajlovič Zverev | Alexander Zverev Miša Zverev |
| 2018 | Marián Vajda                  | Novak Đoković      | Jan de Witt                  | Nikoloz Basilašvili          |
| 2018 | Marián Vajda                  | Novak Đoković      | Carlos Moyá                  | Rafael Nadal                 |
| 2018 | Marián Vajda                  | Novak Đoković      | Sebastián Prieto             | Juan Martín del Potro        |
| 2018 | Marián Vajda                  | Novak Đoković      | Simone Vagnozzi              | Marco Cecchinato             |
| 2019 | Gilles Cervara                | Daniil Medvedev    | Nicolás Massú                | Dominic Thiem                |
| 2019 | Gilles Cervara                | Daniil Medvedev    | Carlos Moyá                  | Rafael Nadal                 |
| 2019 | Gilles Cervara                | Daniil Medvedev    | Vincenzo Santopadre          | Matteo Berrettini            |
| 2019 | Gilles Cervara                | Daniil Medvedev    | Apostolos Tsitsipas          | Stefanos Tsitsipas           |
| 2020 | Fernando Vicente              | Andrej Rublëv      | Gilles Cervara               | Daniil Medvedev              |
| 2020 | Fernando Vicente              | Andrej Rublëv      | Juan Ignacio Chela           | Diego Schwartzman            |
| 2020 | Fernando Vicente              | Andrej Rublëv      | Nicolás Massú                | Dominic Thiem                |
| 2020 | Fernando Vicente              | Andrej Rublëv      | Riccardo Piatti              | Jannik Sinner                |
| 2021 | Facundo Lugones               | Cameron Norrie     | Craig Boynton                | Hubert Hurkacz               |
| 2021 | Facundo Lugones               | Cameron Norrie     | Gilles Cervara               | Daniil Medvedev              |
| 2021 | Facundo Lugones               | Cameron Norrie     | Juan Carlos Ferrero          | Carlos Alcaraz               |
| 2021 | Facundo Lugones               | Cameron Norrie     | Christian Ruud               | Casper Ruud                  |
| 2022 | Juan Carlos Ferrero           | Carlos Alcaraz     | Frédéric Fontang             | Félix Auger-Aliassime        |
| 2022 | Juan Carlos Ferrero           | Carlos Alcaraz     | Goran Ivanišević             | Novak Đoković                |
| 2022 | Juan Carlos Ferrero           | Carlos Alcaraz     | Michael Russell              | Taylor Fritz                 |
| 2022 | Juan Carlos Ferrero           | Carlos Alcaraz     | Christian Ruud               | Casper Ruud                  |
| 2023 | Darren Cahill Simone Vagnozzi | Jannik Sinner      | Craig Boynton                | Hubert Hurkacz               |
| 2023 | Darren Cahill Simone Vagnozzi | Jannik Sinner      | Juan Carlos Ferrero          | Carlos Alcaraz               |
| 2023 | Darren Cahill Simone Vagnozzi | Jannik Sinner      | Goran Ivanišević             | Novak Đoković                |
| 2023 | Darren Cahill Simone Vagnozzi | Jannik Sinner      | Bryan Shelton                | Ben Shelton                  |
| 2024 | Michael Russell               | Taylor Fritz       | Xavier Malisse               | Alexei Popyrin               |
| 2024 | Michael Russell               | Taylor Fritz       | Emmanuel Planque             | Giovanni Mpetshi Perricard   |
| 2024 | Michael Russell               | Taylor Fritz       | Brad Stine                   | Tommy Paul                   |
| 2024 | Michael Russell               | Taylor Fritz       | James Trotman                | Jack Draper                  |

### Tim Gullikson Career Coach Awards
| Anno | Allenatore    | Giocatori allenati |
| ---- | ------------- | --- |
| 2019 | Tony Roche    | Ivan Lendl Patrick Rafter Roger Federer Lleyton Hewitt                                                                                     |
| 2020 | Bob Brett     | Boris Becker Goran Ivanišević Andrij Medvedjev Nicolas Kiefer Mario Ančić Marin Čilić Johan Kriek                                          |
| 2021 | Non assegnato | Non assegnato |
| 2022 | Non assegnato | Non assegnato |
| 2023 | José Higueras | Michael Chang Jim Courier Todd Martin Sergi Bruguera Carlos Moyá Pete Sampras Dmitrij Tursunov Guillermo Coria Robby Ginepri Roger Federer |

### Giocatore maggiormente migliorato
| Anno | Vincitore        |
| ---- | ---------------- |
| 1973 | Vijay Amritraj   |
| 1974 | Guillermo Vilas  |
| 1975 | Vitas Gerulaitis |
| 1976 | Wojciech Fibak   |
| 1977 | Brian Gottfried  |
| 1978 | John McEnroe     |
| 1979 | Víctor Pecci     |
| 1980 | Non assegnato    |
| 1981 | Ivan Lendl       |
| 1982 | Peter McNamara   |
| 1983 | Jimmy Arias      |
| 1984 | Non assegnato    |
| 1985 | Boris Becker     |
| 1986 | Mikael Pernfors  |
| 1987 | Peter Lundgren   |
| 1988 | Andre Agassi     |
| 1989 | Michael Chang    |
| 1990 | Pete Sampras     |
| 1991 | Jim Courier      |
| 1992 | Henrik Holm      |

| Anno | Vincitore           |
| ---- | ------------------- |
| 1993 | Todd Martin         |
| 1994 | Evgenij Kafel'nikov |
| 1995 | Thomas Enqvist      |
| 1996 | Tim Henman          |
| 1997 | Patrick Rafter      |
| 1998 | Andre Agassi (2)    |
| 1999 | Nicolás Lapentti    |
| 2000 | Marat Safin         |
| 2001 | Goran Ivanišević    |
| 2002 | Paradorn Srichaphan |
| 2003 | Rainer Schüttler    |
| 2004 | Joachim Johansson   |
| 2005 | Rafael Nadal        |
| 2006 | Novak Đoković       |
| 2007 | Novak Đoković (2)   |
| 2008 | Jo-Wilfried Tsonga  |
| 2009 | John Isner          |
| 2010 | Andrej Golubev      |
| 2011 | Alex Bogomolov Jr.  |
| 2012 | Marinko Matosevic   |

| Anno | Vincitore                  |
| ---- | -------------------------- |
| 2013 | Pablo Carreño Busta        |
| 2014 | Roberto Bautista Agut      |
| 2015 | Chung Hyeon                |
| 2016 | Lucas Pouille              |
| 2017 | Denis Shapovalov           |
| 2018 | Stefanos Tsitsipas         |
| 2019 | Matteo Berrettini          |
| 2020 | Andrej Rublëv              |
| 2021 | Aslan Karacev              |
| 2022 | Carlos Alcaraz             |
| 2023 | Jannik Sinner              |
| 2024 | Giovanni Mpetshi Perricard |

### Esordiente dell'anno
Dal 2013 al 2017 è stato rinominato ATP Star of tomorrow, prima di tornare all'originario Newcomer of the Year a partire dal 2018.
| Anno | Vincitore          |
| ---- | ------------------ |
| 1975 | Vitas Gerulaitis   |
| 1976 | Wojciech Fibak     |
| 1977 | Tim Gullikson      |
| 1978 | John McEnroe       |
| 1979 | Vincent Van Patten |
| 1980 | Mel Purcell        |
| 1981 | Tim Mayotte        |
| 1982 | Chip Hooper        |
| 1983 | Scott Davis        |
| 1984 | Bob Green          |
| 1985 | Jaime Yzaga        |
| 1986 | Ulf Stenlund       |
| 1987 | Richey Reneberg    |
| 1988 | Michael Chang      |
| 1989 | Sergi Bruguera     |
| 1990 | Fabrice Santoro    |
| 1991 | Byron Black        |
| 1992 | Andrij Medvedjev   |
| 1993 | Patrick Rafter     |
| 1994 | Albert Costa       |

| Anno | Vincitore           |
| ---- | ------------------- |
| 1995 | Mark Philippoussis  |
| 1996 | Dominik Hrbatý      |
| 1997 | Julián Alonso       |
| 1998 | Marat Safin         |
| 1999 | Juan Carlos Ferrero |
| 2000 | Olivier Rochus      |
| 2001 | Andy Roddick        |
| 2002 | Paul-Henri Mathieu  |
| 2003 | Rafael Nadal        |
| 2004 | Florian Mayer       |
| 2005 | Gaël Monfils        |
| 2006 | Benjamin Becker     |
| 2007 | Jo-Wilfried Tsonga  |
| 2008 | Kei Nishikori       |
| 2009 | Horacio Zeballos    |
| 2010 | Tobias Kamke        |
| 2011 | Milos Raonic        |
| 2012 | Martin Kližan       |
| 2013 | Jiří Veselý         |
| 2014 | Borna Ćorić         |

| Anno | Vincitori        |
| ---- | ---------------- |
| 2015 | Alexander Zverev |
| 2016 | Taylor Fritz     |
| 2017 | Denis Shapovalov |
| 2018 | Alex de Minaur   |
| 2019 | Jannik Sinner    |
| 2020 | Carlos Alcaraz   |
| 2021 | Jenson Brooksby  |
| 2022 | Holger Rune      |
| 2023 | Arthur Fils      |
| 2024 | Jakub Menšík     |

### Miglior ritorno dell'anno
| Anno | Vincitore         |
| ---- | ----------------- |
| 1979 | Arthur Ashe       |
| 1980 | Non assegnato     |
| 1981 | Robert Lutz       |
| 1982 | Jeff Borowiak     |
| 1983 | Butch Walts       |
| 1984 | Non assegnato     |
| 1985 | Non assegnato     |
| 1986 | Non assegnato     |
| 1987 | Non assegnato     |
| 1988 | Non assegnato     |
| 1989 | Goran Prpić       |
| 1990 | Thomas Muster     |
| 1991 | Jimmy Connors     |
| 1992 | Henri Leconte     |
| 1993 | Mikael Pernfors   |
| 1994 | Guy Forget        |
| 1995 | Derrick Rostagno  |
| 1996 | Stéphane Simian   |
| 1997 | Sergi Bruguera    |
| 1998 | Younes El Aynaoui |

| Anno | Vincitore                 |
| ---- | ------------------------- |
| 1999 | Chris Woodruff            |
| 2000 | Sergi Bruguera (2)        |
| 2001 | Guillermo Cañas           |
| 2002 | Richard Krajicek          |
| 2003 | Mark Philippoussis        |
| 2004 | Tommy Haas                |
| 2005 | James Blake               |
| 2006 | Mardy Fish                |
| 2007 | Igor' Andreev             |
| 2008 | Rainer Schüttler          |
| 2009 | Marco Chiudinelli         |
| 2010 | Robin Haase               |
| 2011 | Juan Martín del Potro     |
| 2012 | Tommy Haas (2)            |
| 2013 | Rafael Nadal              |
| 2014 | David Goffin              |
| 2015 | Benoît Paire              |
| 2016 | Juan Martín del Potro (2) |
| 2017 | Roger Federer             |
| 2018 | Novak Đoković             |

| Anno | Vincitore          |
| ---- | ------------------ |
| 2019 | Andy Murray        |
| 2020 | Vasek Pospisil     |
| 2021 | Mackenzie McDonald |
| 2022 | Borna Ćorić        |
| 2023 | Jan-Lennard Struff |
| 2024 | Matteo Berrettini  |

### Giocatore preferito dal pubblico
Il premio viene assegnato al giocatore più votato su ATPWorldTour.com.
| Anno | Vincitori          | Vincitori                           |
| Anno | Singolare          | Doppio                              |
| ---- | ------------------ | ----------------------------------- |
| 2000 | Gustavo Kuerten    | Non assegnato                       |
| 2001 | Marat Safin        | Non assegnato                       |
| 2002 | Marat Safin (2)    | Non assegnato                       |
| 2003 | Roger Federer      | Non assegnato                       |
| 2004 | Roger Federer (2)  | Non assegnato                       |
| 2005 | Roger Federer (3)  | Bob Bryan Mike Bryan                |
| 2006 | Roger Federer (4)  | Bob Bryan Mike Bryan (2)            |
| 2007 | Roger Federer (5)  | Bob Bryan Mike Bryan (3)            |
| 2008 | Roger Federer (6)  | Bob Bryan Mike Bryan (4)            |
| 2009 | Roger Federer (7)  | Bob Bryan Mike Bryan (5)            |
| 2010 | Roger Federer (8)  | Bob Bryan Mike Bryan (6)            |
| 2011 | Roger Federer (9)  | Bob Bryan Mike Bryan (7)            |
| 2012 | Roger Federer (10) | Bob Bryan Mike Bryan (8)            |
| 2013 | Roger Federer (11) | Bob Bryan Mike Bryan (9)            |
| 2014 | Roger Federer (12) | Bob Bryan Mike Bryan (10)           |
| 2015 | Roger Federer (13) | Bob Bryan Mike Bryan (11)           |
| 2016 | Roger Federer (14) | Bob Bryan Mike Bryan (12)           |
| 2017 | Roger Federer (15) | Bob Bryan Mike Bryan (13)           |
| 2018 | Roger Federer (16) | Bob Bryan (14) Jack Sock            |
| 2019 | Roger Federer (17) | Bob Bryan (15) Mike Bryan (14)      |
| 2020 | Roger Federer (18) | Jamie Murray Neal Skupski           |
| 2021 | Roger Federer (19) | Pierre-Hugues Herbert Nicolas Mahut |
| 2022 | Rafael Nadal       | Thanasi Kokkinakis Nick Kyrgios     |
| 2023 | Jannik Sinner      | Karen Chačanov Andrej Rublëv        |
| 2024 | Jannik Sinner (2)  | Simone Bolelli Andrea Vavassori     |

### Stefan Edberg Sportsmanship Award
Premio assegnato al giocatore che ha dimostrato maggiore sportività.
| Anno | Vincitore          |
| ---- | ------------------ |
| 1982 | Steve Denton       |
| 1983 | José Higueras      |
| 1984 | Brian Gottfried    |
| 1985 | Mats Wilander      |
| 1986 | Yannick Noah       |
| 1987 | Miloslav Mečíř     |
| 1988 | Stefan Edberg      |
| 1989 | Stefan Edberg (2)  |
| 1990 | Stefan Edberg (3)  |
| 1991 | John Fitzgerald    |
| 1992 | Stefan Edberg (4)  |
| 1993 | Todd Martin        |
| 1994 | Todd Martin (2)    |
| 1995 | Stefan Edberg (5)  |
| 1996 | Àlex Corretja      |
| 1997 | Patrick Rafter     |
| 1998 | Àlex Corretja (2)  |
| 1999 | Patrick Rafter (2) |
| 2000 | Patrick Rafter (3) |
| 2001 | Patrick Rafter (4) |

| Anno | Vincitore               |
| ---- | ----------------------- |
| 2002 | Paradorn Srichaphan     |
| 2003 | Paradorn Srichaphan (2) |
| 2004 | Roger Federer           |
| 2005 | Roger Federer (2)       |
| 2006 | Roger Federer (3)       |
| 2007 | Roger Federer (4)       |
| 2008 | Roger Federer (5)       |
| 2009 | Roger Federer (6)       |
| 2010 | Rafael Nadal            |
| 2011 | Roger Federer (7)       |
| 2012 | Roger Federer (8)       |
| 2013 | Roger Federer (9)       |
| 2014 | Roger Federer (10)      |
| 2015 | Roger Federer (11)      |
| 2016 | Roger Federer (12)      |
| 2017 | Roger Federer (13)      |
| 2018 | Rafael Nadal (2)        |
| 2019 | Rafael Nadal (3)        |
| 2020 | Rafael Nadal (4)        |
| 2021 | Rafael Nadal (5)        |

| Anno | Vincitore       |
| ---- | --------------- |
| 2022 | Casper Ruud     |
| 2023 | Carlos Alcaraz  |
| 2024 | Grigor Dimitrov |

### Arthur Ashe Humanitarian of the Year
| Anno | Vincitore                         |
| ---- | --------------------------------- |
| 1983 | John McEnroe                      |
| 1984 | Alan King                         |
| 1985 | Stan Smith / Margaret Smith Court |
| 1986 | Kay McEnroe                       |
| 1987 | Rob Finkelstein                   |
| 1988 | Non assegnato                     |
| 1989 | Non assegnato                     |
| 1990 | Marie-Claire Noah                 |
| 1991 | John O'Shea                       |
| 1992 | Arthur Ashe                       |
| 1993 | Orville Brown                     |
| 1994 | Paul McNamee                      |
| 1995 | Andre Agassi                      |
| 1996 | Paul Flory                        |
| 1997 | Nelson Mandela                    |
| 1998 | Patrick Rafter                    |
| 1999 | Mac Winker                        |
| 2000 | Richard Krajicek                  |
| 2001 | Andre Agassi (2)                  |
| 2002 | Amir Hadad / Aisam-ul-Haq Qureshi |

| Anno | Vincitore                                |
| ---- | ---------------------------------------- |
| 2003 | Gustavo Kuerten                          |
| 2004 | Andy Roddick                             |
| 2005 | Carlos Moyá                              |
| 2006 | Roger Federer                            |
| 2007 | Ivan Ljubičić                            |
| 2008 | James Blake                              |
| 2009 | MaliVai Washington                       |
| 2010 | Rohan Bopanna / Aisam-ul-Haq Qureshi (2) |
| 2011 | Rafael Nadal                             |
| 2012 | Novak Đoković                            |
| 2013 | Roger Federer (2)                        |
| 2014 | Andy Murray                              |
| 2015 | Bob Bryan / Mike Bryan                   |
| 2016 | Marin Čilić                              |
| 2017 | Horia Tecău                              |
| 2018 | Tommy Robredo                            |
| 2019 | Kevin Anderson                           |
| 2020 | Frances Tiafoe                           |
| 2021 | Marcus Daniell                           |
| 2022 | Andy Murray (2)                          |

| Anno | Vincitore             |
| ---- | --------------------- |
| 2023 | Félix Auger-Aliassime |
| 2024 | Dominic Thiem         |

### Ron Bookman Media Excellence Award
| Anno | Vincitore             |
| ---- | --------------------- |
| 1984 | Russ Adams            |
| 1985 | Robert Briner         |
| 1986 | Richard Evans         |
| 1987 | Non assegnato         |
| 1988 | Non assegnato         |
| 1989 | Non assegnato         |
| 1990 | Philippe Bouin        |
| 1991 | Russ Adams (2)        |
| 1992 | Dan Maskell           |
| 1993 | Rino Tommasi          |
| 1994 | European Tennis Press |
| 1995 | Gianni Ciaccia        |
| 1996 | Brett Haber           |
| 1997 | John Parsons          |
| 1998 | Gerd Szepanski        |
| 1999 | L'Équipe              |
| 2000 | Iain Carter           |
| 2001 | Christopher Clarey    |
| 2002 | Pedro Hernandez       |
| 2003 | John Parsons (2)      |

| Anno | Vincitore          |
| ---- | ------------------ |
| 2004 | Tennis Channel     |
| 2005 | Neil Harman        |
| 2006 | John Barrett       |
| 2007 | Bud Collins        |
| 2008 | Alan Trengove      |
| 2009 | Vincenzo Martucci  |
| 2010 | L'Équipe (2)       |
| 2011 | Juan José Mateo    |
| 2012 | Paul Newman        |
| 2013 | Bendou Zhang       |
| 2014 | Douglas Robson     |
| 2015 | Linda Pearce       |
| 2016 | Mike Dickson       |
| 2017 | Guillermo Salatino |
| 2018 | Sue Barker         |
| 2019 | Courtney Walsh     |
| 2020 | Kevin Mitchell     |
| 2021 | Prajwal Hedge      |
| 2022 | Sebastian Torok    |
| 2023 | L'Équipe (3)       |

| Anno | Vincitore    |
| ---- | ------------ |
| 2024 | Joan Solsona |

### Torneo dell'anno
| Anno | ATP Tour Masters 1000 | ATP Tour 500              | ATP Tour 250              | ATP Challenger Tour                                                   |
| ---- | --------------------- | ------------------------- | ------------------------- | --------------------------------------------------------------------- |
| 1990 | Non assegnato         | Indianapolis (1)          | Memphis                   | Non assegnato                                                         |
| 1991 | Non assegnato         | Indianapolis (2)          | Gstaad (1)                | Non assegnato                                                         |
| 1992 | Non assegnato         | Indianapolis (3)          | Scottsdale (1)            | Non assegnato                                                         |
| 1993 | Non assegnato         | Indianapolis (4)          | Scottsdale (2)            | Non assegnato                                                         |
| 1994 | Non assegnato         | Indianapolis (5)          | Sun City                  | Non assegnato                                                         |
| 1995 | Non assegnato         | Indianapolis (6)          | Tel Aviv                  | Non assegnato                                                         |
| 1996 | Non assegnato         | Indianapolis (7)          | Gstaad (2)                | Non assegnato                                                         |
| 1997 | Non assegnato         | Indianapolis (8)          | Kitzbühel                 | Non assegnato                                                         |
| 1998 | Non assegnato         | Miami (1)                 | Dubai                     | Non assegnato                                                         |
| 1999 | Non assegnato         | Miami (2)                 | Lyon / Scottsdale (3)     | Non assegnato                                                         |
| 2000 | Non assegnato         | Miami (3)                 | Halle                     | Non assegnato                                                         |
| 2001 | Monte Carlo (1)       | Indianapolis (9)          | Shanghai                  | Non assegnato                                                         |
| 2002 | Miami (1)             | Kitzbühel                 | Båstad (1)                | Non assegnato                                                         |
| 2003 | Miami (2)             | Dubai (1)                 | Houston (1) / Båstad (2)  | Non assegnato                                                         |
| 2004 | Miami (3)             | Dubai (2)                 | Houston (2) / Båstad (3)  | Non assegnato                                                         |
| 2005 | Miami (4)             | Dubai (3)                 | Båstad (4)                | Non assegnato                                                         |
| 2006 | Miami (5)             | Dubai (4)                 | Båstad (5)                | Non assegnato                                                         |
| 2007 | Monte Carlo (2)       | Acapulco (1)              | Båstad (6)                | Non assegnato                                                         |
| 2008 | Miami (6)             | Dubai (5)                 | Båstad (7)                | Non assegnato                                                         |
| 2009 | Shanghai (1)          | Dubai (6)                 | Båstad (8)                | Non assegnato                                                         |
| 2010 | Shanghai (2)          | Dubai (7)                 | Båstad (9)                | Non assegnato                                                         |
| 2011 | Shanghai (3)          | Dubai (8)                 | Båstad (10)               | Non assegnato                                                         |
| 2012 | Shanghai (4)          | Dubai (9)                 | Båstad (11)               | Non assegnato                                                         |
| 2013 | Shanghai (5)          | Dubai (10)                | Queen's Club (Londra)     | Non assegnato                                                         |
| 2014 | Indian Wells          | Dubai (11)                | Queen's Club (Londra) (2) | Braunschweig / Genova                                                 |
| 2015 | Indian Wells (2)      | Queen's Club (Londra) (3) | Doha / San Pietroburgo    | Braunschweig (2) / Monterrey / Mons                                   |
| 2016 | Indian Wells (3)      | Queen's Club (Londra) (4) | Stoccolma / Winston-Salem | Braunschweig (3) / Stettino / Mons (2)                                |
| 2017 | Indian Wells (4)      | Acapulco (2)              | Doha (2)                  | Braunschweig (4) / Vancouver / Heilbronn                              |
| 2018 | Indian Wells (5)      | Queen's Club (Londra) (5) | Stoccolma (2)             | Puerto Vallarta / Vancouver (2) / Heilbronn (2)                       |
| 2019 | Indian Wells (6)      | Acapulco (3)              | Doha (3)                  | Puerto Vallarta (2) / Braunschweig (5) / Heilbronn (3) / Stettino (2) |
| 2020 | Non assegnati         | Non assegnati             | Non assegnati             | Non assegnati                                                         |
| 2021 | Indian Wells (7)      | Vienna                    | Doha (4)                  | Non assegnato                                                         |
| 2022 | Indian Wells (8)      | Queen's Club (Londra) (6) | Doha (5)                  | Non assegnato                                                         |
| 2023 | Indian Wells (9)      | Queen's Club (Londra) (7) | Båstad (12)               | León                                                                  |
| 2024 | Indian Wells (10)     | Queen's Club (Londra) (8) | Doha (6)                  | Città del Messico                                                     |